# Narayanaswamy Leelakrishnan
Narayanaswamy Leelakrishnan, né en 1964, est un ancien pilote de rallyes indien.

## Biographie

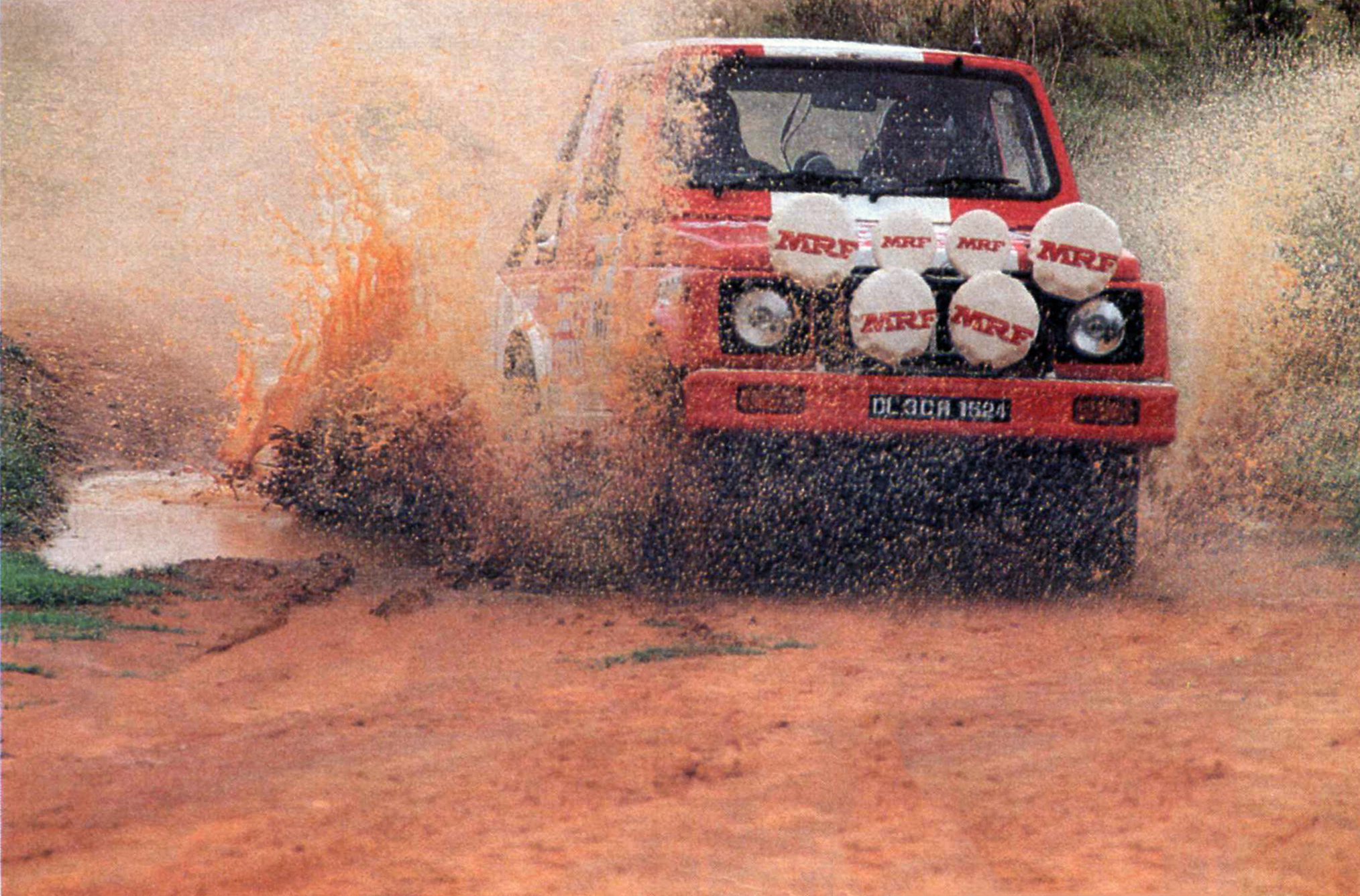
N. Leelakrishnan en 1993 sur Maruti Gypsy avec N. Mahindran (MRF team).

Passé le cap des vingt ans, ce pilote effectue plus de 25 années en compétitions de sports mécaniques dans son pays natal. Il débute en rallyes en 1984, et reste 14 saisons dans le championnat national, du début de ce dernier en 1988 jusqu'à sa retraite sportive.
Il cesse ainsi la compétition en 2002, et devient par la suite le Directeur technique en chef du team indien Red Rooster Racing, qui a notamment dirigé Naren Kumar lors de sa dernière saison victorieuse en championnat, en 2010.

## Palmarès
- Champion de Formule 3 indien en 1992;
- Sextuple vainqueur du Championnat d'Inde des Rallyes (en) (ou INRC, sous l'égide des fédérations FMSCI et MAI - 4 roues motrices), en:
  - 1990 (copilote C V Jaykumar), sur Maruti Gypsy Groupe 2 (Gr.A), team MRF;
  - 1991 (copilote N Mahindran), sur Maruti Gypsy Groupe 2 (A), team MRF;
  - 1992 (copilote N Mahindran), sur Maruti Gypsy Groupe 2 (A), team MRF (ex-aequo au classement général avec Farad Bathena, pilotant aussi pour MRF);
  - 1993 (copilote N Mahindran), sur Maruti Gypsy Groupe 2 (A), team MRF;
  - 1998 (copilote Farooq Ahmed), sur Maruti Esteem Groupe A-1-A, team MRF;
  - 2001 (copilote Farooq Ahmed), sur Honda City Groupe A, team MRF;